# Thanh Lan
Thanh-Lan est un prénom d’origine vietnamienne. 

## Étymologie
Ce prénom signifie jolie orchidée.[réf. nécessaire]

## Personnalités portant ce prénom
- Pour l'ensemble des articles sur les personnes portant ce prénom, consulter :
  - la liste des articles dont le titre commence par ce prénom
  - les listes produites par Wikidata : Liste des personnes de prénom « Thanh Lan » — même liste en incluant les éventuels prénoms composés qui contiennent « Thanh Lan ».
- Thanh Lan (1948-) est une chanteuse et actrice américaine d'origine vietnamienne.